# Stretto del Rhode Island
Lo stretto del Rhode Island (Rhode Island Sound in inglese) è un tratto di mare compreso tra le coste del Rhode Island e la baia di Narragansett a nord e tra l'Isola Block e Martha's Vineyard a sud.

## Geografia fisica
Geograficamente parlando lo stretto del Rhode Island costituisce la propaggine orientale dello stretto dell'Isola Block. Appena a nord-est si trova invece la baia di Buzzards. Lo stretto ha una superficie di circa 2 500 km2 e le sue acque raggiungono una profondità massima di 60 metri. La circolazione e la forza delle correnti marine sono particolarmente influenzate dalla conformazione della costa e dei fondali e non dalla forza del vento. Questo implica che gli habitat marini dei fondali dello stretto siano in perenne mutamento.